# 인터넷 협회
인터넷 협회(ISOC, Internet SOCiety)는 1992년 1월에 인터넷의 번영과 발전을 도모하고, 인터넷의 이용과 기술에 관한 국제적인 협조와 협력을 촉진하는 것을 목적으로 설립된 국제 비영리 기구이다.
전 세계적인 통신망인 인터넷의 운영상의 중요한 문제를 협의 조정하고, 국제적인 협조와 협력을 촉진하는 기관으로, 인터넷을 운영하고 사용하는 데 필요한 각종 포럼과 국제 회의를 개최하고 공동 연구 환경을 제공하고 있다.